# Fono (Amerikanska Samoa)

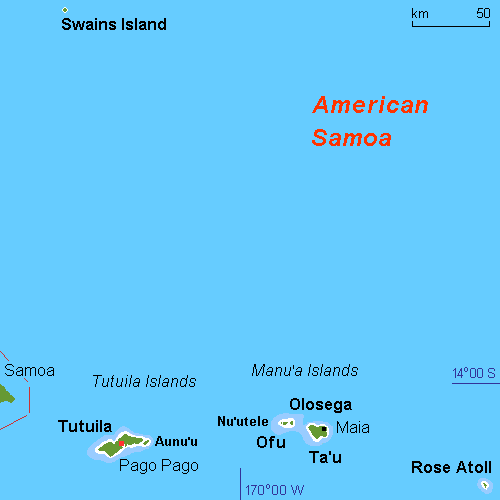
Lägeskarta

Amerikanska Samoas vapen

Fono, egentligen Fale Fono (samoanska för "möte", engelska American Samoa Legislative Assembly) är det lokala parlamentet i Amerikanska Samoa i Stilla havet.

## Parlamentet
Fono är ett tvåkammarparlament uppdelat på House of Representatives (Underhuset) och Senate (Överhuset). Parlamentet är den lagstiftande makten i Amerikanska Samoa.
Parlamentsbyggnaden ligger i Fagatogo (1) som egentligen är en egen by och den administrativa huvudstaden (2, 3) men numera betraktas som en stadsdel av Pago Pago.

## Sammansättning

### House of Representatives
21 Representatives (ledamöter) valda på en tvåårsperiod. 20 väljs i valkretsar och 1 utses på Swainsön genom ett allmänt möte. Denne representant saknar dock rösträtt i underhuset.
Talmannen kallas "Speaker of the House".

### Senate
18 Senators (ledamöter) valda på en fyraårsperiod. Alla ledamöter är lokala matais (en lokal hövding) och väljs på ett möte bland och av mataierna själva. Amerikanska Samoas senat är därmed det enda parlamentet i hela USA inklusive alla tillhörande territorier där ledamöter inte väljs direkt av befolkningen.
Talmannen kallas "President of the Senate".
Senatorerna utser också en viceguvernör som övertar guvernörens (den lokale regeringschefen) uppgifter under dennes frånvaro (4).

## Historia
Systemet med Fale Fono har mycket gamla rötter i det Samoanska samhället.
Den 24 oktober 1948 inrättades det lokala parlamentet sin nuvarande form (5).
Fonos existens ratificerades även i den 1966 reviderade konstitutionen och som trädde i kraft den 1 juli 1967 (6).
Den nuvarande parlamentsbyggnaden "Maota Fono" byggdes 1973 efter att den gamla brunnit ned 1970 (7).